# Contea di Monroe (Mississippi)
La contea di Monroe (in inglese Monroe County) è una contea dello Stato del Mississippi, negli Stati Uniti. La popolazione al censimento del 2010 era di 36 989 abitanti. Il capoluogo di contea è Aberdeen.

## Storia
La contea venne costituita nel 1821.